# Керрі (аеропорт)
Аеропорт Ке́ррі (англ. Kerry Airport, ірл. Aerfort Chiarraí (IATA: KIR, ICAO: EIKY)) — аеропорт в Фарранфорі, Кілларні, графство Керрі, Ірландія. Розташований за 13 км на північ від Кілларні і Кільця Керрі та за 15 км на південний схід від Тралі.

## Авіалінії та напрямки
| Авіакомпанія        | Пункт призначення                                                                       |
| ------------------- | --------------------------------------------------------------------------------------- |
| Aer Lingus Regional | Дублін                                                                                  |
| Ryanair             | Франкфурт-Хан, Лондон-Лутон, Лондон-Станстед Сезонний: Аліканте, Берлін-Шенефельд, Фару |

## Наземний транспорт

### Залізниця
Залізнична станція Фарранфор розташована за 1.6 км S від аеропорту. Потяги прямують до Кілларні, Тралі, Маллоу, Корк, Лімерик-Джанкшн, Дублін-Х'юстон.

### Автобуси
Автобусну зупинку в аеропорту було відкрито в січні 2006.
Оператор Bus Éireann обслуговує маршрути до/з аеропорту:
- № 14: Лімерик — Кілларні[3]
- № 40: Рослер Європорт — Тралі[4]
- № 271: Тралі — Каслайленд — аеропорт Керрі — Кілларні[5]